# 앨케 조머
앨케 조머(Elke Sommer, 1940년 11월 5일 ~ )는 독일의 배우, 가수이다.

## 출연 작품
- 플래시백 (2000)
- 아나스타샤 (1986)
- 피터 대제 (1986)
- 나이팅게일 생 인 버클리 스퀘어 (1979)
- 보물 사냥 (1979)
- 더블 맥거핀 (1979)
- 젠다성의 포로 (1979)
- 사랑의 유람선 (1977)
- 스위스의 음모 (1975)
- 열 개의 인디언 인형 (1974)
- 리사와 악마 (1973)
- 바론 블러드 (1972)
- 데이빗 프로스트 쇼 (1969)
- 렉킹 크류 (1969)
- 데드라이어 댄 메일 (1967)
- 황제의 무덤 (1967)
- 국제 음모 (1963)
- 더 데이 잇 레인즈 (1959)